# Meall Buidhe (Glen Lyon)
Der Meall Buidhe ist ein 932 Meter hoher Berg in Schottland. Sein gälischer Name bedeutet Gelber Berg. Er ist als Munro eingestuft. Der Berg liegt in Perthshire in einer Bergkette nördlich des in einem Seitental von Glen Lyon liegenden Stausees Loch an Daimh. 

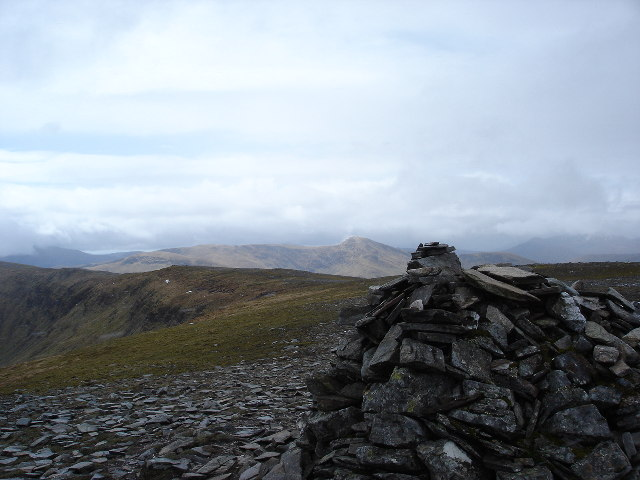
Der Gipfelcairn des Meall Buidhe

Gelegentlich wird der Meall Buidhe mit einem etwa acht Kilometer weiter westlich liegenden, 907 Meter hohen gleichnamigen Berg verwechselt, der allerdings aufgrund seiner Höhe lediglich als Corbett eingestuft wird. Der östlicher liegende Meall Buidhe bildet den höchsten Punkt eines etwa einen Kilometer langen breiten Bergrückens, der sich in Nord-Süd-Richtung nördlich des Staudamms von Loch an Daimh erstreckt. Lediglich nach Osten weist der Rücken steilere Hänge auf, nach Westen hebt sich der Meall Buidhe nicht sonderlich vom hochgelegenen Moor- und Heideland nördlich des Loch an Daimh ab. Nördlich des höchsten Punkts besitzt der Meall Buidhe mit dem 912 Meter hohen Garbh Mheall einen etwas niedrigeren Vorgipfel. Dieser fällt nach Norden und Osten deutlich steiler und felsiger ab.
Bestiegen werden kann der Meall Buidhe auf mehreren Routen. Von Süden aus führt der bei Munro-Baggern beliebteste Zustieg vom Fuß des Staudamms von Loch an Daimh zum Gipfel. Aufgrund der Höhenlage des Damms, an dem sich auch ein Parkplatz befindet, ist der Meall Buidhe ein vergleichsweise leicht und schnell zu besteigender Munro. Eine weitere, deutlich längere Zustiegsmöglichkeit besteht aus Richtung Norden, beginnend bei der kleinen Ortschaft Bridge of Gaur am Westende von Loch Rannoch.